# Заозерье (Андреапольский район, возле озера Торопацкого)
Заозе́рье (Зазерье) — деревня в Андреапольском районе Тверской области. Входит в Торопацкое сельское поселение.

## География
Расположена примерно в 1 версте к западу от села Торопаца в месте вытекания реки Торопа из Торопацкого озера.

## История
В конце XIX - начале XX века деревня входила в Холмский уезд Псковской губернии..

## Население
| 2002 | 2010 |
| ---- | ---- |
| 14   | ↘9   |